# Eighteenth Air Force
La Eighteenth Air Force (Air Forces Transportation) (18 AF) è la sola Numbered Air Force (NAF) in seno all'Air Mobility Command (AMC) e una delle più grandi NAF nella United States Air Force. La 18 AF fu attivata il 28 marzo 1951, disattivata il 1º gennaio 1958, e riattivata il 1º ottobre 2003. La 18 AF ha il suo quartier generale presso Scott Air Force Base, nell'Illinois.

## Quadro d'insieme
In quanto unica NAF dello AMC (e NAF più grande dell'Air Force), la 18 AF è preposta alla missione organizzativa del comando di fornire mantenimento e mobilità globale rapidi per le forze armate d'America attraverso aerotrasporto, rifornimento in volo, evacuazione aeromedica, e un sistema di supporto per una mobilità aerea globale. La 18 AF offre forze di mobilità aerea ai comandanti combattenti attraverso il suo ruolo di Air Forces Transportation (AFTRANS), la componente aerea di United States Transportation Command. Il comandante di 18 AF opera anche come Commander, Air Force Forces (COMAFFOR), e Joint Force Air Component Commander (JFACC), quando è così indicato.
Tra gli aerei da mobilità del comando figurano: C-5 Galaxy, KC-10 Extender, C-17 Globemaster III, C-130 Hercules, e KC-135 Stratotanker. Sono velivoli da supporto operativo: VC-25 (Boeing 747 / Air Force One), C-21, C-20B (Gulfstream III), C-32A (Boeing 757) , C-37A (Gulfstream V) , C-37B (Gulfstream 550) e C-40B (Boeing 737) .
Tra personale militare e civile, la 18 AF dispone di oltre 37 000 effettivi.

## Unità
Le unità che fanno capo alla 18 AF comprende 11 stormi e due gruppi autonomi. Il 618th Air and Space Operations Center (Tanker Airlift Control Center), sito a Scott AFB, dipende a sua volta dalla 18 AF e funge da centro operazioni dell'organizzazione, pianificando e coordinando le operazioni di aerocisterne ed aerei da trasporto in tutto il mondo.
Le altre unità assegnate alla 18th AF sono:
- Airlift Wings

19th Airlift Wing, C-130H/J
Little Rock AFB, Arkansas
62d Airlift Wing, C-17A
Joint Base Lewis-McChord (McChord AFB), Washington
89th Airlift Wing,
VC-25A (Air Force One), C-20B (Gulfstream III),  C-32A (Boeing 757), C-37A (Gulfstream V), C-40B (Boeing 737)
Joint Base Andrews (Andrews AFB), Maryland
436th Airlift Wing,  C-5M, C-17A
Dover AFB, Delaware
437th Airlift Wing C-17A
Joint Base Charleston (Charleston AFB), South Carolina
317th Airlift Wing, C-130J
Dyess AFB, Texas
- Air Mobility Wings

6th Air Mobility Wing, KC-135R,  C-37A
MacDill AFB, Florida
60th Air Mobility Wing, C-5M, C-17A, KC-10A
Travis AFB, California
305th Air Mobility Wing, C-17A, KC-10A
Joint Base McGuire-Dix-Lakehurst (McGuire AFB), New Jersey
375th Air Mobility Wing, C-21, C-40
Scott AFB, Illinois
- Air Refueling Wings

22d Air Refueling Wing, KC-135R
McConnell AFB, Kansas
92d Air Refueling Wing, KC-135R
Fairchild AFB, Washington
- Air Expeditionary Wings/Group

385th Air Expeditionary Group
Incirlik Air Base, Turkey

## Storia

### Origini
Quando le Army Air Forces (AAF) si riorganizzarono nel 1946,  fu istituito il Tactical Air Command (TAC) come uno dei loro tre major command. Il IX Troop Carrier Command (TCC) delle AAF fu disattivato nel quadro della stessa riorganizzazione e la Third Air Force fu riassegnata al TAC per controllare le unità di trasporto truppe già appartenute al IX TCC. Il suo quartier generale si trovava a Greenville Army Airfield (Carolina del Sud). I principali velivoli da trasporto truppe erano il C-46 Commando e C-47 Skytrain, ma erano disponibili pure alcuni C-54 Skymaster in esubero che in origine erano stati acquistati dall'Air Transport Command.
La Third Air Force fu disattivata il 1º novembre 1946 e la missione di trasporto truppe appartenuta al TAC fu riassegnata alla Ninth Air Force, trasferita a Greenville. Nel 1947 molti gruppi/stormi (wing) del TAC furono assegnati direttamente ad Headquarters TAC, ed il rimanente andò al 302d Troop Carrier Wing, riserva della Fourteenth Air Force (Air Defense Command). La missione di trasporto truppe in teatro operativo fu ampliata rapidamente durante la Guerra di Corea, quando molte di queste unità di riserva furono chiamate ad intenso servizio attivo ed assegnate direttamente ad HQ TAC.

### Guerra fredda
La 18 AF fu istituita ed attivata il 28 marzo 1951 per sollevare il Tactical Air Command dai compiti di trasporto truppe che aveva sino ad allora curato. L'organizzazione divenne operativa il 1º giugno 1951 presso Donaldson AFB (Carolina del Sud) ed inizialmente assunse il controllo di nove stormi "medi" per trasporto truppe su C-119 Flying Boxcar (314th, 375th, 403d, 433d, 434th, 435th, 443d, 514th e 515th), sette dei quali erano stormi dell'Air Force Reserve richiamati in servizio attivo durante la Guerra di Corea.
Il comando aggiunse uno stormo "pesante" (su C-124 Globemaster), il 62nd Troop Carrier Wing, nell'autunno 1951 ed un altro al principio del 1953, il 63rd Troop Carrier Wing.
Nella primavera del 1952 furono mandati in Giappone i C-124 Globemaster della 18 AF, e nel luglio 1952 i C-124 del 22nd Troop Carrier Squadron eseguivano missioni di volo nella Corea del Sud. L'arrivo del C-124 fece nascere il ruolo dell'addetto al carico aereo nella missione del trasporto truppe. Al cessare della Guerra di Corea, gli equipaggi su C-119 Flying Boxcar del 483rd Troop Carrier Wing iniziarono ad appoggiare le attività francesi in Indocina. I C-47 Skytrain e C-119 in dotazione alla United States Air Force furono affidati "in prestito" all'Armée de l'air presso Tourane Air Base.
Agli inizi del 1953, gli stormi dell'Air Force Reserve furono sostituiti da stormi in servizio attivo organizzati, amministrati, equipaggiati, addestrati e preparati al combattimento dalla 18 AF. La maggior disponibilità di forze di trasporto truppe in Estremo Oriente ed Europa fornì equipaggi addestrati e personale di rincalzo alle unità impegnate nella Guerra di Corea.
L'anno successivo i C-119 del 483rd Troop Carrier Wing (utilizzati da personale civile dipendente dalla Civil Air Transport) paracadutarono rifornimenti ai paracadutisti francesi assediati a Dien Bien Phu (Indocina). Alcuni membri del 483rd compirono missioni di volo in veste ufficiosa ed avrebbero svolto un ruolo chiave nelle missioni di trasporto truppe degli anni successivi. Dopo la battaglia di Dien Bien Phu, il 374th Troop Carrier Wing e i C-124 del TAC aerotrasportarono i soldati francesi feriti dall'Indocina al Giappone.
Il comando prese altresì parte nelle esercitazioni congiunte e fornì assistenza per l'addestramento in volo dei paracadutisti al contempo lavorando per migliorare la qualità delle comunicazioni e per favorire l'inclusione nelle esercitazioni congiunte dell'evacuazione medica via aria. La 18 AF forniva inoltre supporto di aerotrasporto agli altri major command dell'Air Force e alle organizzazioni del TAC.
L'era del motore a reazione conferì alla TAC una nuova missione, poiché divenne il fulcro di una nuova filosofia militare fondata sul rapido dispiegamento di unità caccia/bombardieri armate pesantemente e di unità dell'esercito aerotrasportate e di fanteria leggera nei "focolai di crisi" prima che i conflitti potessero degenerare in guerre di vasta scala. Unità della 18 AF integravano la prestazione del Military Air Transport Service (MATS) e trasportavano unità dello U.S. Army e dell'U.S. Air Force per addestramento e dispiegamento.
La Guerra di Corea rivelò la necessità di un aereo da trasporto medio in grado di operare su piste di fortuna, il che condusse allo sviluppo di alcuni nuovi aerei da trasporto, tra cui la consegna del turboelica C-130 Hercules alla fine del 1956. La 18 AF ricevette anche i primi esemplari del Fairchild C-123 Provider, un bimotore da trasporto progettato per operazioni di assalto in zone precarie di atterraggio.
Con l'avvento del C-130, il TAC istituì la Composite Air Strike Force, comunemente nota come CASF, incentrata sui trasporto truppe C-130 integrati da aerei del MATS per trasferire personale e materiali con breve preavviso per supportare i caccia/bombardieri TAC nelle proiezioni all'estero. Con questi nuovi aerei, le unità della 18 AF alternavano le unità trasporto truppe in Europa a supporto della NATO.
Il comando fu intensamente impegnato in operazioni di aero trasporto in regioni artiche a partire dall'autunno 1952. Tra il 1955 ed il 1957 il comando scaricò e aviolanciò equipaggiamento necessario alla costruzione del sistema radar Distant Early Warning Line (DEW Line) lungo il Canada settentrionale. Elicotteri del 310th Troop Carrier Squadron, operanti da due rompighiaccio, fornirono supporto alla U.S. Navy nel progetto HIRAN (High Precision Air Navigation) del gennaio 1956. Il comando fornì aerotrasporto e relativa consulenza alla U.S. Navy nelle Operazioni Deep Freeze I e II, creando una base al Polo Sud. Furono equipaggi del 63rd Troop Carrier Wing a compiere il primo aviolancio al Polo Sud nell'ottobre 1956. Un combat controller del 1st Aerial Port Squadron si paracadutò per primo sul Polo Sud nel novembre 1956 (per determinare le correzioni necessarie agli aviolanci di equipaggiamento in corso). La 18 AF fornì anche supporto attraverso aviolanci e aviosbarchi all'Alaskan Air Command e al Northeast Air Command, da marzo ai primi di giugno 1957 per costituire siti simili sulle isole glaciali delle regioni del polo nord.
Il comando fu altresì importante per lo sviluppo del concetto di base aerea, anche per quanto riguarda tecniche ed equipaggiamenti per caricare gli aerei per trasporto truppe e per l'aviolancio del carico trasportato.
Gli avieri della 18 AF svilupparono pure il ruolo del controllore di volo tattico "esploratore" dell'Air Force per stabilire il terreno delle comunicazioni aeree e dell'assistenza alla navigazione nei siti di approdo e per scegliere i siti di atterraggio. Eseguivano ancora missioni di assalto con mezzi ad ala fissa usando aerei C-123 per atterrare su piccole aree di atterraggio allo stato naturale. Il comando organizzò il primo gruppo di assalto ad ala rotante nella U.S. Air Force prima di cedere la missione allo U.S. Army e funse da organo consultivo per gli stormi trasporto truppe della riserva. Da ultimo il comando fu inoltre intensamente impegnato nel collaudo di nuovo equipaggiamento di aviolancio, equipaggiamento e tecniche per lanciare paracadutisti e materiale, e dispositivi di navigazione per determinare "punti di rilascio".
Una ristrutturazione delle forze di trasporto truppe nel 1957 portò alla rassegnazione degli stormi su C-124 del 18 AF al MATS e il quartier generale si trasferì a James Connally AFB (Texas) il 1º settembre. Al contempo Donaldson AFB fu ceduta a MATS (assieme ai C-124 e al 63d TCW ivi assegnati). A Connally il comando assunse la competenza dei caccia diurni e dei cacciabombardieri del TAC, a delle operazioni di rifornimento in volo sulle basi degli USA occidentali.
La 18 AF fu disattivata con effetto 1º gennaio 1958 per motivi di bilancio, e le sue unità furono riassegnate alla Twelfth Air Force (che a sua volta era stata riassegnata dalle U.S. Air Forces Europe presso Ramstein Air Base (Germania Ovest) a James Connally AFB).

### Air Mobility Command
La 18 AF fu riattivata il 1º ottobre 2003 nell'ambito di una complessiva riorganizzazione dell'AMC per migliorare il sostegno di mobilità aerea elle unità combattenti. Nato dalla fusione tra la 15th Air Force e la 21st Air Force dell'AMC, sotto la guida del maggior generale Bill Essex, direttore dei piani e programmi dell'AMC, il comando ebbe un modesto riavvio. Quando il tenente generale William Welser III fu alla fine confermato quale comandante soltanto due mesi dopo la riattivazione, il quartier generale della 18 AF contava 30 persone (di cui più di metà erano addetti all'ufficio legale).
All'epoca ogni stormo e gruppo indipendente di AMC faceva capo alla 18 AF, comprese le nuove 15th Expeditionary Mobility Task Force e 21st Expeditionary Mobility Task Force, gli organi di AMC specializzati nell'eseguire aerotrasporto, rifornimento in volo, evacuazione aeromedica, e supporto alle operazioni di proiezione e combattimento in tutto il mondo. Questo significava che un solo comandante, quello della 18 AF, aveva autorità di affidamento ed esecuzione per tutte le missioni di mobilità aerea. Divenne subito evidente che affinché il comando di coordinasse efficacemente le operazioni di mobilità aerea, esso doveva stabilire e sviluppare forti relazioni con le organizzazioni chiave in tutta la Air Force e nello United States Department of Defense.
Dal principio la dirigenza del comando garantì forti linee di comunicazione con le consorelle NAF, lo staff dell'AMC, la dirigenza dell'Air Force Reserve Command, lo United States Transportation Command, e gli organi corrispondenti delle altre forze armate. La comunicazione forte era una priorità anche all'interno del comando.
"Noi abbiamo visitato ogni unità della NAF per assicurarci che tutti i membri della famiglia di comando comprendessero il loro ruolo nel successo della missione. Di questo quadro facevano parte integrazione di consiglieri dell'Air Reserve Component e visite alle unità di Air Force Reserve Command e Air National Guard per garantire che fossero completamente integrati nella squadra di combattenti. Visitare le unità delle altre forze armate permette di incassare enormi dividendi nel combattimento congiunta," disse Welser.
Costruendo sulle fondamenta di una forte comunicazione interna ed esterna, i capi della 18 AF in seguito si concentrarono sullo sviluppo del ruolo del comando nell'offrire forze e competenza di mobilità aerea ai comandi combattenti, specie allo United States Transportation Command.
Nel novembre 2005 il maggior generale James A. Hawkins, un ex vicecomandante della 18 AF, prese le redini di quel reparto. Sotto la sua guida, e quella del successore, maggior generale Winfield W. Scott III, che assunse il comando nel giugno 2008, il comando continuò ad evolvere per adeguarsi a missioni complesse in patria e all'estero.
Una delle più ardue missioni fu affrontare l'uragano Katrina, che colpì la Costa del Golfo nell'agosto 2005, arrivando a cagionare oltre 1 800 morti e danni materiali per quasi 80 miliardi di dollari su un'area di circa 230 000 km2. Dalla reazione iniziale fino al soccorso, gli avieri della 18 AF furono parte di una enorme macchina complessiva che eseguì più di 300 missioni di volo con cui furono trasferite circa 1 800 vittime dell'uragano, malate o ferite, e aerotrasportò più di 4 000 tonnellate di generi di conforto per la zona colpita.
Appena due anni più tardi, il comando diede prova delle sue potenzialità dispiegando approssimativamente 1 500 veicoli MRAP (acronimo inglese che designa i veicoli resistenti alle mine e protetti da imboscate) in Iraq in soli quattro mesi.
La natura sempre più complessa della missione del comando, evidenziata da necessità globali come queste pose l'esigenza di una seconda "rinascita" del comando, che sarebbe arrivata da lì a poco.
Questi cambiamenti ci sarebbero stati il 6 gennaio 2011, quando cinque unità si trasferirono dalla 18 AF al comando dello United States Air Force Expeditionary Center (USAFEC) presso Joint Base McGuire-Dix-Lakehurst (New Jersey). La transizione riguardò 87th Air Base Wing presso Joint Base M-D-L, 628th Air Base Wing presso Joint Base Charleston (Carolina del Sud), 627th Air Base Group presso Joint Base Lewis-McChord (Washington), 43rd Airlift Group presso Pope Army Air Field (Carolina del Nord) e 319th Air Refueling Wing presso Grand Forks Air Force Base (Dakota del Nord).
Il comandante della 18 AF dell'epoca, tenente generale Lt Gen Robert Allardice, mantenne il controllo operativo degli avieri appartenenti a queste unità (un controllo che la 18 AF conserva tuttora), ma il cambiamento ridusse il suo onere amministrativo, permettendogli di pensare di più alle operazioni di volo in tutto il globo del comando. La necessità di questa maggior attenzione si è imposta sempre di più con il tempo, come si evince dal raddoppio del personale nel quartier generale tra il 2003 3d il 2010. Nello stesso periodo il quartier generale ha pure aggiunto i direttorati per le Operazioni ed i Piani, oltre ad una cellula d'integrazione per sensibilizzare le figure chiave negli stati maggiori dell'AMC preposte ai compiti di supporto operativo verso la missione del comando.
La ristrutturazione del 2011 è stata uno degli elementi più visibili del processo evolutivo che ha migliorato la potenzialità operativa della 18 AF: ma fu solo l'inizio. L'anno successivo il comando intraprese uno dei più significativi percorsi di ristrutturazione di cui si abbia notizia oggi.
Nel marzo 2012 la 18 AF disattivò le sue due Expeditionary Mobility Task Force: la 21st Expeditionary Mobility Task Force di Joint Base McGuire-Dix-Lakehurst (New Jersey) e la 15th Expeditionary Mobility Task Force di Travis Air Force Base (California). Queste disattivazioni, sul piano amministrativo, ebbero l'effetto di porre alle dipendenze di U.S. Air Force Expeditionary Center (USAF EC) le unità già subordinate alle task force: 615th Contingency Response Wing a Travis, 621st Contingency Response Wing a Joint Base MDL, 515th Air Mobility Operations Wing a Joint Base Pearl Harbor-Hickam (Hawaii), e 521st Air Mobility Operations Wing a Ramstein Air Base (Germania). In giugno vi fu la disattivazione del 615 CRW, ed il passaggio delle unità che ne dipendevano al 621 CRW.
Tali modifiche alleviavano il carico amministrativo del comandante della 15 AF, ma conservavano in capo a questi il pieno controllo operativo delle forze AMC. Il tenente generale Mark Ramsay, che al tempo comandava la 18 AF, commentò che i cambiamenti rappresentavano un modo più efficace ed efficiente di svolgere la missione di mobilità globale del comando "specialmente pianificazione, esercitazione, esecuzione, e valutazione di operazioni di aerotrasporto, rifornimento in volo, e evacuazione aeromedica a supporto dei comandanti combattenti in tutto il globo."
Da allora, il valore della continua evoluzione del comando è stato confermato da molteplici crisi e contingenze, ciascuna delle quali in qualche modo rifletteva gli elementi di "velocità, sicurezza, e successo", i valori simboleggiati nello stemma della 18 AF.
All'indomani del terremoto-maremoto in Giappone del 2011, il comando coordinò in modo rapido ed efficace le azioni volte a trasportare centinaia di tonnellate di generi di soccorso, al contempo provvedendo al sicuro rimpatrio in USA di migliaia di famiglie di militari. Simultaneamente, entro poche ore dall'approvazione di una risoluzione del Consiglio di Sicurezza, le unità di rifornimento in volo dell'AMC formarono rapidamente il 313th Air Expeditionary Wing, un "Calico wing" ("stormo variopinto") di forza aerea complessiva (così chiamato per la varietà di distintivi di coda mostrati dai velivoli appartenenti) per appoggiare la statunitense Operazione Odyssey Dawn sulla Libia, poi divenuta la Operazione NATO Unified Protector. Tutto questo avvenne sullo sfondo del massiccio trasferimento di uomini e mezzi dall'Iraq.
In seguito, il comando ha continuato a reagire rapidamente a crisi in ogni parte del mondo, consegnando aiuti umanitari agli americani colpiti dall'uragano Sandy, spostando truppe ed equipaggiamenti in risposta a provocazioni in Corea del Nord e Siria, o a sostegno dei tentativi internazionali di contrastare gli estremisti in Mali e nella Repubblica Centrafricana. Contemporaneamente il comando ha intrapreso la vasta opera di rischierare equipaggiamenti e truppe dall'Afghanistan in pochi anni.

### Evoluzione organizzativa
- Istituito come Eighteenth Air Force (Troop Carrier) il 7 marzo 1951.

Organizzato il 28 marzo 1951.
Rinominato Eighteenth Air Force il 26 giugno 1951.
Disattivato il 1º gennaio 1958.
- Attivato il 1º ottobre 2003.
- Riorganizzato il 6 gennaio 2011.

#### Comandi sovraordinati
- Tactical Air Command, 28 marzo 1951 – 1º gennaio 1958.
- Air Mobility Command, 1º ottobre 2003 – oggi

#### Componenti

##### Divisions
- 42d Air Division: 1º ottobre 1957 – 1º gennaio 1958

Bergstrom AFB, Texas
- 831st Air Division: 8 ottobre 1957 – 1º gennaio 1958

George AFB, California
- 832d Air Division: 8 ottobre 1957 – 1º gennaio 1958

Cannon AFB, New Mexico
- 834th Airlift Division: 1º ottobre 1957 – 1º gennaio 1958

England AFB, Louisiana

##### Wings
- 62d Troop Carrier Wing: 17 settembre 1951 – 1º luglio 1957
- 63d Troop Carrier Wing: 8 gennaio 1953 – 1º luglio 1957.
- 64th Troop Carrier Wing: 14 luglio 1952 – 21 luglio 1954.
- 313th Troop Carrier Wing: 1º febbraio – 25 agosto 1953.
- 314th Troop Carrier Wing: 1º giugno 1951 – 1º settembre 1957.
- 375th Troop Carrier Wing: 1º giugno 1951 – 14 luglio 1952
- 403d Troop Carrier Wing: 1º giugno 1951 – 1º gennaio 1953

(distaccato 14 aprile 1952 – 1º gennaio 1953).
- 433d Troop Carrier Wing: 1º giugno – 8 agosto 1951.
- 434th Troop Carrier Wing: 1º giugno 1951 – 1º febbraio 1953
- 435th Troop Carrier Wing: 1º giugno 1951 – 1º dicembre 1952

- 443d Troop Carrier Wing: 1º giugno 1951 – 8 gennaio 1953.
- 456th Troop Carrier Wing: 1º dicembre 1952 – 9 luglio 1956.
- 463d Troop Carrier Wing: 16 gennaio 1953 – 1º settembre 1957
- 464th Troop Carrier Wing: 1º febbraio 1953 – 1º settembre 1957.
- 465th Troop Carrier Wing: 25 agosto 1953 – 1º aprile 1954.
- 514th Troop Carrier Wing: 1º giugno 1951 – 1º febbraio 1953.
- 516th Troop Carrier Wing: 1º giugno 1951 – 1º gennaio 1958.
- 312th Fighter-Bomber Wing: 1–8 ottobre 1957.
- 450th Fighter-Day Wing: 1º ottobre 1957 – 1º gennaio 1958.
- 479th Fighter-Day Wing: 1–8 ottobre 1957

(413th Fighter-Day Group aggregato a 479th FDW)
- 506th Fighter-Day Wing: 1º ottobre 1957 – 1º gennaio 1958.

##### Groups
- 309th Troop Carrier Group: 8 luglio 1955 – 2 giugno 1956 (distaccato 8 luglio 1955 –  maggio 1956)

Assegnato a: Ardmore AFB, Oklahoma (USAFR), C-122, C-123

#### Stations
- Greenville AFB (later, Donaldson AFB), South Carolina, 28 marzo 1951
- James Connally AFB, Texas, 1º settembre 1957 – 1º gennaio 1958
- Scott AFB, Illinois, 1º ottobre 2003 – oggi.

#### Aerei in dotazione
- C-45 Expeditor, 1951, 1954–1955
- C-46 Commando, 1951–1954
- C-47 Skytrain, 1951–1953
- C-82 Packet, 1951–1953
- C-119 Flying Boxcar, 1951–1957
- YC-122 Avitruc, 1951–1955
- C-124 Globemaster II, 1951–1957
- C-54 Skymaster, 1952
- C-123 Provider, 1955–1957
- C-130 Hercules, 1956–1957; 2003–oggi
- C-5 Galaxy, 2003–oggi
- C-9 Nightingale, 2003-2005
- C-141 Starlifter, 2003-2006
- C-17 Globemaster III, 2003–oggi
- KC-135 Stratotanker, 2003–oggi
- KC-10 Extender, 2003–oggi
- VC-25, 2003–oggi
- C-32, 2003–oggi
- C-20, 2003–oggi
- C-37, 2003–oggi
- C-40 Clipper, 2003–oggi

- F-84 Thunderjet, 1957–1958
- F-86 Sabre, 1957
- F-100 Super Sabre, 1957–1958
- F-101 Voodoo, 1957–1958
- KB-29 Superfortress (Tanker), 1957
- KB-50 Superfortress (Tanker), 1957–1958
- B-26 Invader, 1957–1958
- B-45 Tornado, 1957
- B-57 Canberra, 1957–1958